# Massif du Petit Luberon
Massif du Petit Luberon este o arie protejată (arie de protecție specială avifaunistică — SPA) din Franța întinsă pe o suprafață de 17.013 ha, integral pe uscat.

## Localizare
Centrul sitului Massif du Petit Luberon este situat la coordonatele 43°48′00″N 5°15′58″E / 43.8°N 5.26611°E.

## Înființare
Situl Massif du Petit Luberon a fost declarat arie de protecție specială avifaunistică în baza directivei 79/409 din 1979 referitoare la conservarea păsărilor sălbatice pentru a proteja 21 de specii de animale.

## Biodiversitate
Situată în ecoregiunea mediteraneană, aria protejată nu include niciun habitat protejat.
La baza desemnării sitului se află mai multe specii protejate de  păsări (21): fâsă-de-câmp (Anthus campestris), acvilă de munte (Aquila chrysaetos), buha (Bubo bubo), pasărea ogorului (Burhinus oedicnemus), caprimulg (Caprimulgus europaeus), șerpar (Circaetus gallicus), erete vânăt (Circus cyaneus), dumbrăveancă (Coracias garrulus), ciocănitoare neagră (Dryocopus martius), presură de grădină (Emberiza hortulana), șoim călător (Falco peregrinus), vulturul pleșuv sur (Gyps fulvus), Hieraaetus fasciatus, sfrâncioc roșiatic (Lanius collurio), ciocârlie de pădure (Lullula arborea), gaia neagră (Milvus migrans), gaia roșie (Milvus milvus), vultur egiptean (Neophron percnopterus), viespar (Pernis apivorus), Pyrrhocorax pyrrhocorax, silvie de tufiș (Sylvia undata).
Pe lângă speciile protejate, pe teritoriul sitului au mai fost identificate 14 specii de păsări.